# Love Me Again
 (février 2020).
Singles de John Newman
Not Giving In
(2012) Cheating
(2013)
Love Me Again est le premier single du chanteur britannique John Newman. En Europe, la chanson est sortie en téléchargement numérique le 17 mai 2013 (sauf au Royaume-Uni). La chanson a été écrite par Newman et Steve Booker.
La chanson est utilisée :
- comme une des musiques du jeu FIFA 14 sorti en septembre 2013 ;
- comme générique de début de l'épisode 1 de la saison 4 de la série Suits : Avocats sur mesure d'Aaron Korsh sorti en juin 2014 ;
- comme générique du film Edge of Tomorrow de Doug Liman en 2014 ;
- par la chaîne TF6 pour l'arrêt en 2014 de la chaîne ;
- la marque Peugeot en 2017 dans une publicité pour son nouveau SUV Peugeot 5008.

## Classement hebdomadaire
| Classement (2013)                       | Meilleure position |
| --------------------------------------- | ------------------ |
| Australie (ARIA)                        | 4                  |
| Autriche (Ö3 Austria Top 40)            | 5                  |
| Belgique (Flandre Ultratop 50 Singles)  | 6                  |
| Belgique (Flandre Ultratip 100)         | 7                  |
| Belgique (Wallonie Ultratop 50 Singles) | 8                  |
| Belgique (Wallonie Ultratip 50)         | 15                 |
| Belgique (Wallonie Ultratop 50 Dance)   | 9                  |
| Bulgarie (Top 40 airplay)               | 1                  |
| Tchéquie (IFPI Rádio)                   | 5                  |
| Danemark (Tracklisten)                  | 9                  |
| Écosse (OCC)                            | 1                  |
| Espagne (PROMUSICAE)                    | 8                  |
| France (SNEP)                           | 7                  |
| France (Club 40)                        | 29                 |
| Allemagne (Media Control AG)            | 7                  |
| Grèce                                   | 1                  |
| Hongrie (Rádiós Top 40)                 | 3                  |
| Hongrie (Dance Top 40)                  | 12                 |
| Hongrie (Single Top 40)                 | 5                  |
| Irlande (IRMA)                          | 3                  |
| Italie (FIMI)                           | 3                  |
| Pays-Bas (Nederlandse Top 40)           | 14                 |
| Norvège (VG-lista)                      | 9                  |
| Nouvelle-Zélande (RMNZ)                 | 9                  |
| Pologne (ZPAV)                          | 5                  |
| Pologne (Dance Top 50)                  | 28                 |
| Pologne (Airplay)                       | 2                  |
| Portugal (Billboard)                    | 3                  |
| Roumanie (Top 100)                      | 22                 |
| Russie (Top 100 airplay)                | 2                  |
| Slovaquie (IFPI Rádio)                  | 1                  |
| Suède (Sverigetopplistan)               | 34                 |
| Suisse (Schweizer Hitparade)            | 5                  |
| Ukraine (Top 40 airplay)                | 6                  |
| Royaume-Uni (UK Singles Chart)          | 1                  |

### Certifications
| Pays             | Organisme | Certification | Vente   |
| ---------------- | --------- | ------------- | ------- |
| Australie        | ARIA      | 2 × Platine   | 140 000 |
| Belgique         | BEA       | Or            | 15 000  |
| Danemark         | IFPI      | Platine       | 30 000  |
| Italie           | FIMI      | Platine       | 30 000  |
| Nouvelle-Zélande | RIANZ     | Or            | 7 500   |
| Royaume-Uni      | BPI       | Or            | 400 000 |
| Suède            | GLF       | Or            | 20 000  |
| Suisse           | IFPI      | Platine       | 20 000  |